# Taigakremla
Taigakremla (Russula taigarum) är en svampart som tillhör divisionen basidiesvampar, och som beskrevs av Ruots. och Vauras. Taigakremla ingår i släktet kremlor, och familjen kremlor och riskor. Arten är reproducerande i Sverige.